# Hästetjärnen, Bohuslän
Hästetjärnen är en sjö i Munkedals kommun i Bohuslän och ingår i Örekilsälvens huvudavrinningsområde. Sjön är 6,5 meter djup, har en yta på 0,01 kvadratkilometer och är belägen 170 meter över havet.